# Xystos

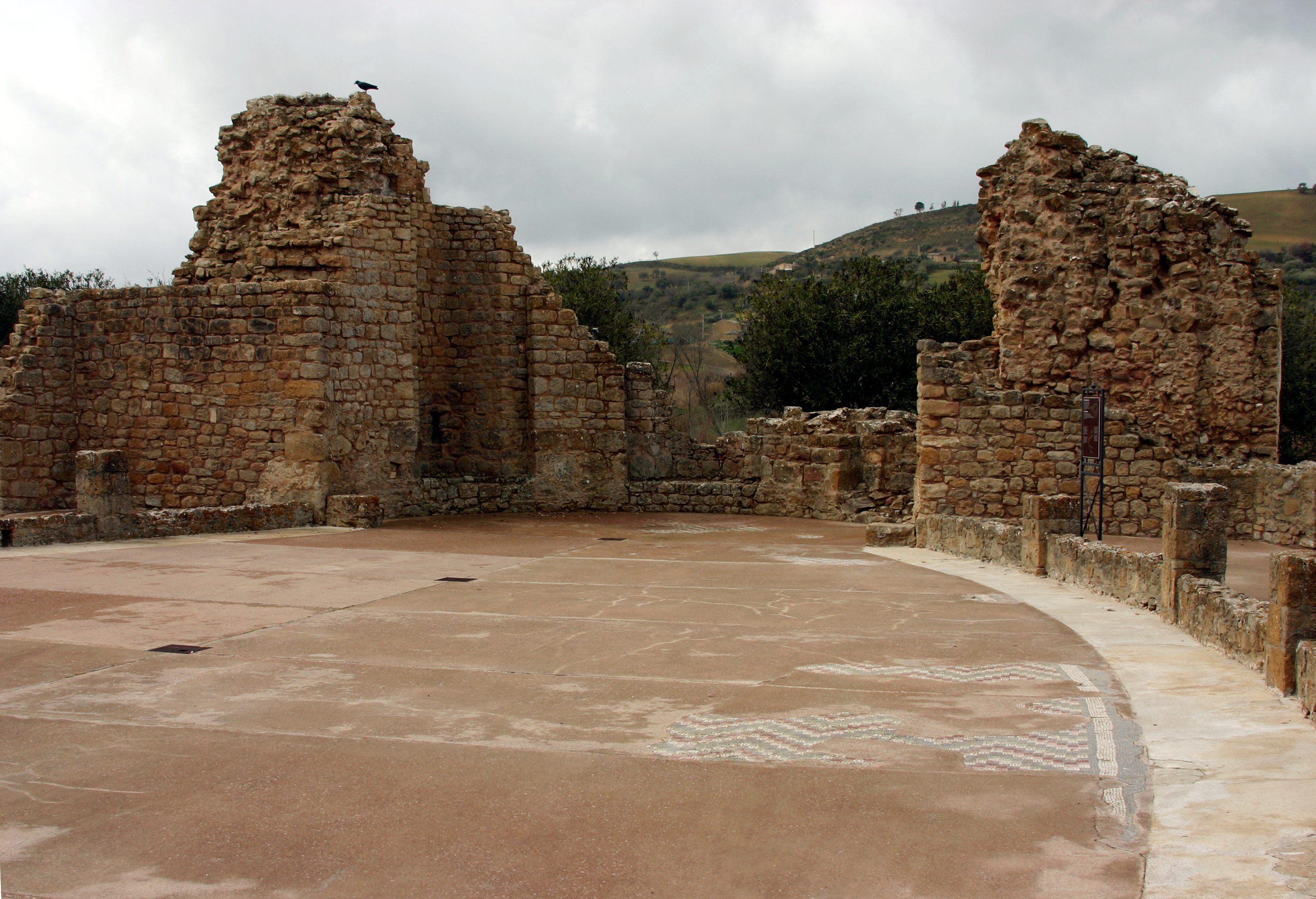
Der Xystus in der Villa Romana del Casale in Sizilien

Xystos (griechisch ξυστός) bezeichnet bei den Griechen die überdachte Laufbahn, die im griechischen Gymnasion neben dem Dromos oder den Peridromides (περιδρόμιδες) lag, manchmal auch das gesamte Gymnasion.
Bei den Römern war der Xystus nach Vitruv ein Säulengang, neben dem nicht überdachte, platanenbestandene Wege verliefen, die Vitruv mit den Peridromides identifiziert, aber dennoch Xysti nennt.
Schließlich war der Xystus als Allee wesentlicher Bestandteil römischer Gartenanlagen, wobei er im Allgemeinen parallel zu einem Säulengang (Portikus oder Kryptoportikus) verläuft. In den Quellen sind diese Spazierwege vielfach bezeugt, archäologisch aber aufgrund ihrer Natur nur selten nachgewiesen, beispielsweise in der Villa Romana del Casale.